# Ricardo Wall
Ricardo (egentligen Richard) Wall, född 1694 i Nantes, död 1778, var en spansk diplomat av irländsk börd.
Wall gick i spansk krigstjänst och deltog 1718 som frivillig i expeditionen till Sicilien, var 1727 dragonkapten och blev samma år sekreterare vid spanska ambassaden i Petersburg under Berwicks son hertigen av Liria och tjänstgjorde sedan åter i armén, bland annat i Västindien. Wall deltog 1747–48 i fredsunderhandlingarna i Aachen, var 1748–52 spansk minister i London, där han gjorde sig mycket avhållen och arbetade för en spansk-engelsk allians. År 1752 blev han spansk utrikesminister och samma år generallöjtnant, efterträdde 1754 den franskvänlige markis de la Ensenada som statssekreterare, men kunde i längden trots mycken diplomatisk smidighet ej hindra brytning med England och den krigsförklaring det franska partiet genomdrev (1761). Endast genom att simulera en ögonsjukdom lyckades Wall förmå Karl III att 1764 bevilja hans avskedsansökan, varefter han tillbragte sina sista år på det honom av kronan på livstid förlänade godset Soto di Roma nära Granada.